# Budapesti Autonóm Gyülekezet
A Budapesti Autonóm Gyülekezet egy magyarországi protestáns, teljes evangéliumi és karizmatikus jellegű egyház.

## Története
A Budapesti Autonóm Gyülekezet azután jött létre, hogy egy csoport kiszakadt a Hit Gyülekezetéből. 1998 nyarán a Hit Gyülekezete néhány presbitere – saját bevallása szerint – megelégelte a közösség vezetésében uralkodó állapotokat, és a felekezet elhagyása mellett döntött. Néhány hónappal később, miután a kivált tagokban megfogalmazódott az igény a közösségi Istentisztelet további gyakorlására, megalakult az Autonóm Gyülekezet. A Fővárosi Bíróság 1998. november 19-én kelt végzésével hivatalosan is nyilvántartásba vette a 256 természetes személy által alapított egyházat. Az ezt megelőző és követő néhány hét-hónap zajos médiafigyelem kereszttüzében telt, az új közösség vezetőségéből (Piszter Ervin, Görbicz Tamás, Takács Ferenc) többen is kaptak szereplési lehetőséget az országos médiában. Később a figyelem elterelődött a felekezetről, a 2006-os választási kampány során lehetett róluk hallani, amikor Orbán Viktor személyesen fogadta tíz kisegyház, így az alig évtizedes múlttal rendelkező Autonóm felekezet vezetőit is, majd a 2011-es egyházügyi törvény kapcsán emelték fel szavuk a vallás- és szólásszabadság mellett.

## A közösség gazdasága és vezetése
A 2003. évi 1-1%-os felajánlások során 387 fő jelölte meg kedvezményezettként az egyházat, az eltelt időben a szám valamelyest csökkent. Az egyházat a négytagú presbitérium vezeti. A presbitérium vezetője, a gyülekezet pásztora Piszter Ervin lelkész. Tagjai: Görbicz Tamás, Takács Ferenc és Fóris Attila. Az egyház javait a közgyűlés által közvetlenül választott hatfős Gazdasági Bizottság kezeli, vezetője ideiglenesen Orsovai Dezső. A presbitérium munkáját a diakónusok segítik, akik szervezésben, különböző az istentisztelettel kapcsolatos szolgálatokban és házi kisközösségek, imacsoportok vezetésében tevékenykednek. Az egyház legfelsőbb döntéshozó szerve a közgyűlés (eklézsia), amely az egyházat megalapító természetes személyekből és az egyházhoz csatlakozó tagokból áll. A csatlakozni kívánó tagoktól az egyház írásbeli nyilatkozatot kér. Emellett a gyülekezet rendelkezik egy saját YouTube csatornával (BPAtube), ahol az istentiszteletek élőben megtekinthetők.